# Diamonds (Herb Alpert-låt)
Diamonds är en låt med trumpetaren Herb Alpert, inspelad till hans tjugosjunde studioalbum Keep Your Eyes on Me (1987). Den innehåller sång framförd av Janet Jackson och Lisa Keith. Låten blev en R&B-hit under sommaren 1987 i USA och nådde förstaplatsen på singellistan Hot Black Singles.

## Bakgrund och utgivning
Efter en militärtjänstgöring anställdes Herb Alpert som låtskrivare för Keen Records. Alpert hade blivit intresserad av musik och en stor konsument efter att ha hört Ray Anthonys Young Man with the Horn (1953). Några år senare blev han en av textförfattarna till Sam Cookes "Wonderful World" (1960). Under sin tid som anställd vid Keen stötte Alpert ofta på Jerry Moss som jobbade med marknadsföring inom musikbranschen. Efter en tids löst prat om att grunda ett eget skivbolag gjorde duon slag i saken år 1962 och lanserade Carnival Records. Namnet visade sig dock redan vara upptaget så de bestämde sig för att använda första bokstäverna i sina efternamn istället och ändrade namnet till A&M Records.

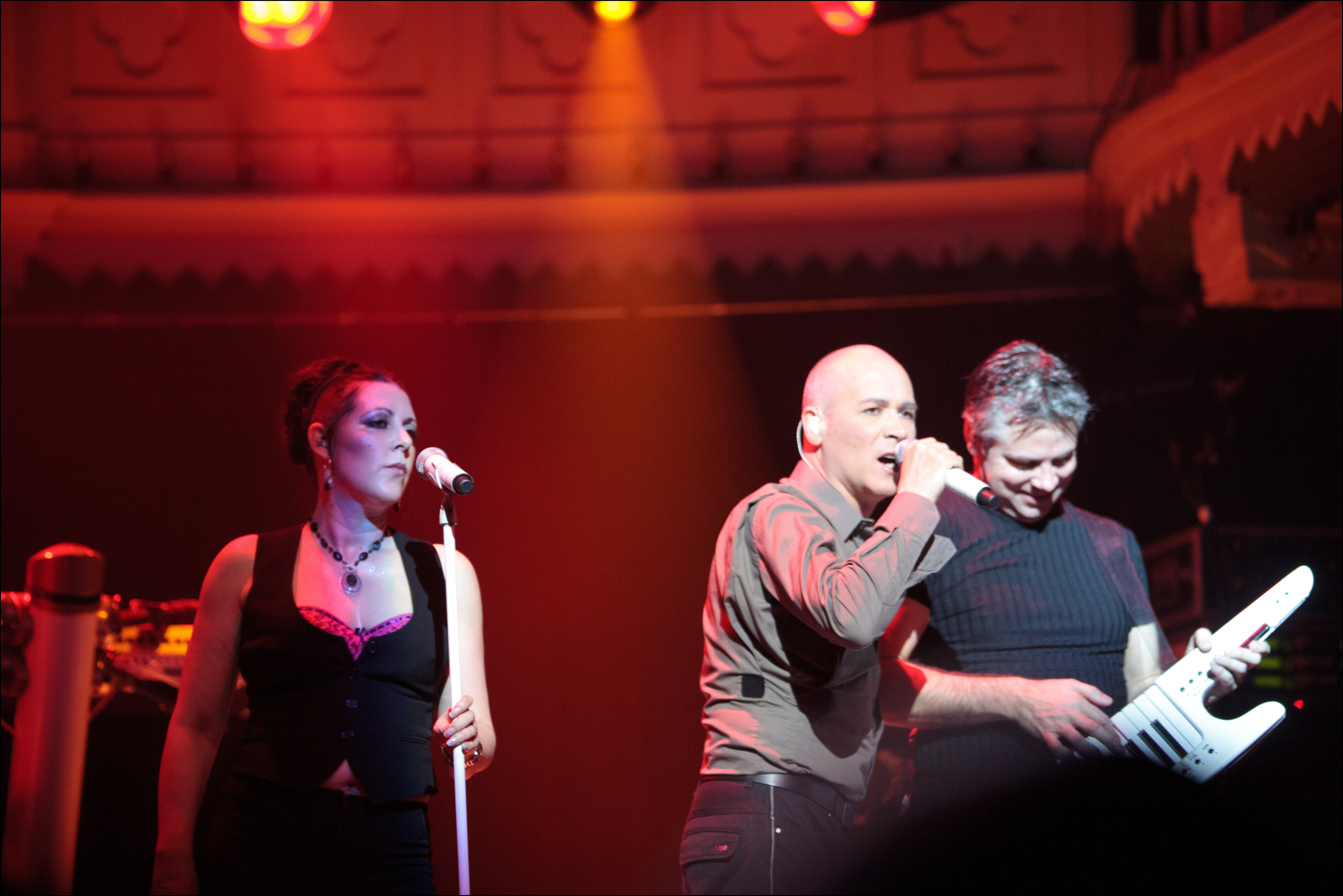
"Diamonds" skapades under inspelningssessionerna till ett Human League-album (på bild: Human League år 2011).

År 1986 stod det klart att musikproducenterna Jimmy Jam & Terry Lewis skulle producera nästa studioalbum åt den brittiska popgruppen Human League. Förslaget kom från John McClain som var ansvarig för A&M:s afroamerikanska musikavdelning. Under arbetet på albumet Crash (1986) skapade Jam och Lewis en tidig version av kompositionen "Diamonds", då endast en instrumental låt. Låten inkluderades dock aldrig på Crash och förblev oanvänd. Efter att ha färdigställt albumet åt Human League tog Jam och Lewis semester under sommaren.
Nästa musikprojekt under 1986 för Jam och Lewis blev med Alpert, som var både deras skivbolagschef och mentor. Tillsammans skulle trion skapa flera låtar till hans tjugosjunde studioalbum Keep Your Eyes on Me. I en intervju kommenterade Jam: "Projektet kom inte med någon press eftersom han är chef. Han kan inte sparka sig själv ifall det inte blir några hits. Vi tyckte också att det var en fantastisk möjlighet att lära oss så mycket som möjligt från Herb, dels för hans expertis [som chef för A&M] men också som musiker."

## Koncept och inspelning
"Diamonds" som varit oanvänd kom nu till användning på albumet åt Alpert. Jam kom på konceptet kring texten och förklarade i en intervju med Billboard: "Som alltid när jag får en ide går jag till Terry, den här gången sade jag 'vad tror du om det här konceptet: diamonds are a girl's best friend'." Lewis frågade med ironi om det var en så originell ide och om Jam verkligen kommit på den själv. Jam svarade: "Ja, men det här är annorlunda, det är en annan slags låt." Konceptet anspelade på kompositionen "Diamonds Are a Girl's Best Friend" som skapats av Leo Robin och Jule Styne och framförts av Carol Channing i Broadwaymusikalen Gentlemen Prefer Blondes år 1949.
Med Alpert på trumpet behövdes en sångare att kunna framföra texten. Valet föll på Lisa Keith som ofta jobbat med Jam och Lewis som bakgrundssångare men även som huvudsångare på kompositionen "Making Love in the Rain" som redan färdigställts till Keep Your Eyes on Me. Janet Jackson, som besökte inspelningsstudion Flyte Tyme i Minneapolis för att skapa en remix till singeln "Control", hörde "Diamonds" och uttryckte önskan att också få medverka på låten tillsammans med Keith. Jam och Lewis gjorde därför låten till en duett. Jam berättade i en intervju: "Både [Janet] och Lisa sjunger samstämmigt på hela låten, men ändå är det Janet's röst man känner igen eftersom man hört den tidigare. Bådas röster ligger på exakt samma volym."

## Komposition och textanalys
Singelversionen av "Diamonds" har en speltid på fyra minuter och femtiofyra sekunder (4:54). Den är skriven i tonarten E-dur och har 111 taktslag per minut.

## Mottagande

### Kritikers respons
Richard S. Ginell från Allmusic beskrev "Diamonds" som "flashig hötorgskonst" och fortsatte: "['Diamonds'] hjälptes onekligen till toppen på listorna tack vare spänstig sång av Jackson och Lisa Keith: det är helt klart deras låt med Jam och Lewis trots Alperts titel som huvudartist." Cash Box beskrev "Diamonds" som en "smittsamt svängig singel" som musikjournalisten trodde skulle bli framgångsrik på många radioformat.

### Kommersiell respons
Billboard noterade hur "Diamonds" hjälpte till att uppdatera Alperts image och hur han var en av flera 1960-tals artister under 1987 att ta hjälp av yngre artister för att blåsa nytt liv i karriären. Vid årets slut rankades Alpert på plats 21 på listan över årets mest populära artister på den afroamerikanska musikmarknaden.

## Topplistor
| Lista (1987)                        | Topplacering |
| ----------------------------------- | ------------ |
| USA Billboard Hot 100               | 5            |
| USA Hot Black Singles (Billboard)   | 1            |
| USA Hot Dance Club Play (Billboard) | 1            |
| USA Cash Box Top 100 Singles        | 8            |
| USA Top B/C Singles (Cash Box)      | 1            |

| Lista (1987)                          | Topplacering |
| ------------------------------------- | ------------ |
| USA Top Pop Singles (Billboard)       | 79           |
| USA Hot Crossover Singles (Billboard) | 11           |
| USA Top Black Singles (Billboard)     | 20           |

## Utgivningshistorik
| Land | Datum         | Utgåva     | Format                           | Skivbolag | Ref.  |
| ---- | ------------- | ---------- | -------------------------------- | --------- | ----- |
| USA  | 3 april 1987  | Radio Edit | Radio ( contemporary hit radio ) | A&M       | [ 8 ] |
| USA  | 10 april 1987 | Radio Edit | Radio ( urban contemporary )     | A&M       | [ 9 ] |